# Santiago Rodríguez (tỉnh)
Santiago Rodríguez là một tỉnh của Cộng hòa Dominica. Tỉnh này đã được tách ra từ Monte Cristi năm 1948.
Tỉnh Santiago Rodríguez giáp Monte Cristi và Valverde về phía bắc, tỉnh Santiago về phía đông, San Juan và Elías Piña về phía nam và giáp Dajabón về phía tây.
Tỉnh này được đặt tên theo Santiago Rodríguez, một sĩ quan quân đội Dominicana trong cuộc chiến tranh Dominicana-Haiti. 
Kinh tế của tỉnh chủ yếu là nông nghiệp.

## Các đô thị
Đến thời điểm ngày 20 tháng 10 năm 2006, tỉnh này được chia thành đô thị (municipio):
- San Ignacio de Sabaneta, thủ phủ
- Monción
- Villa Los Almácigos

Dưới đây là các đô thị với dân số theo điều tra năm 2008.
| Tên                     | Tổng dân số | Dân số đô thị | Dân số nông thôn |
| ----------------------- | ----------- | ------------- | ---------------- |
| Monción                 | 41022       | 22443         | 18579            |
| San Ignacio de Sabaneta | 108559      | 59191         | 49368            |
| Villa de los Almácigos  | 35843       | 17776         | 18067            |
| tỉnh Santiago Rodríguez | 185424      | 99410         | 8601             |